# Медаль «За храбрость» (Венгрия)
Медаль «За храбрость», (также Венгерская медаль «За храбрость» (венг. Magyar Vitézségi Érem)) — военная награда Королевства Венгрия периода Второй мировой войны.

## История
Награда учреждена Миклошем Хорти 14 апреля 1939 года по образцу одноимённой австро-венгерской медали для награждения унтер-офицеров и солдат. Медаль имела 4 степени: бронзовая, серебряная, большая серебряная и золотая. 
12 сентября 1942 года была учреждена новая высшая степень награды — золотая медаль для офицеров (венг. Magyar Tiszti Arany Vitézségi Érem). За время войны состоялось около 40 000 награждений бронзовой медалью, 11 000 — серебряной, 1900 — большой серебряной , 40 — золотой медалью и 25 — золотой медалью для офицеров (в т.ч. 22 венгра и 3 немца).

## Критерии награждения
Медаль первоначально предназначалась для награждения нижних чинов за храбрость на поле боя, а в исключительных случаях также могла быть присуждена гражданским лицам.
Наличие хотя бы младшей степени медали давало возможность подачи прошения на приём в Орден Витязя.

## Описание награды
Медаль имеет форму круга. На лицевой стороне — погрудное профильное изображение регента Хорти в адмиральском мундире с рыцарским крестом Военного ордена Марии-Терезии. Вокруг него расположена надпись VITÉZ. NAGYBÁNYAI. HORTHY. MIKLÓS. MAGYARORSZÁG. KORMÁNYZÓJA (рус. Миклош Хорти, витязь Надьбаньяи, Имперский регент Венгрии). На оборотной стороне изображён герб Венгрии со Святой Короной, лавровыми листьями и скрещенными мечами. Под гербом — надпись VITÉZSÉGÉRT (рус. За храбрость).
Лента  красная, с тонкими белыми и зелёными полосами по краям шириной 41 мм. Колодка традиционной для Австрии и Венгрии треугольной формы.
К планке медали на ленте крепилось её миниатюрное изображение, а на ленте золотой медали для офицеров — пристёжка в виде Святой Короны, лавровых листьев и скрещенных мечей.
Автор эскиза награды — скульптор и медальер Лайош Беран

## Правила ношения
Офицерскую золотую медаль «За храбрость» носили на левой стороне мундира после знаков Рыцарского креста ордена Заслуг и перед прочими медалями.
Возможно было повторное награждение любой степенью медали, в таком случае к её ленте крепилась планка шириной 5 мм с выбитым номером награждения. 

## Галерея

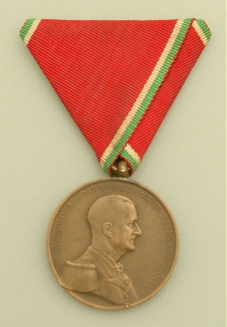
Бронзовая медаль
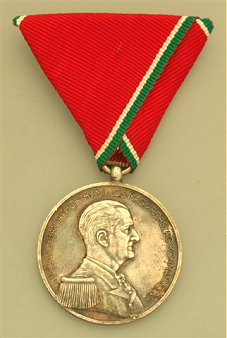
Серебряная медаль
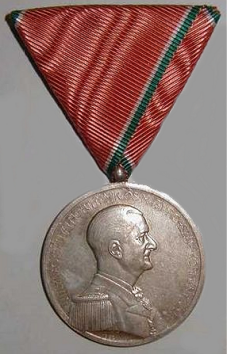
Большая серебряная медаль
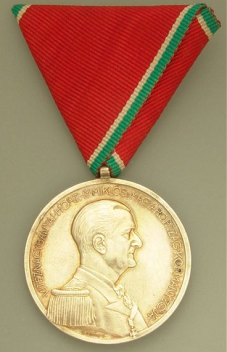
Золотая медаль
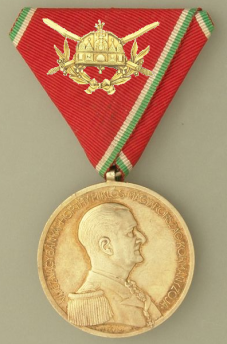
Золотая медаль для офицеров
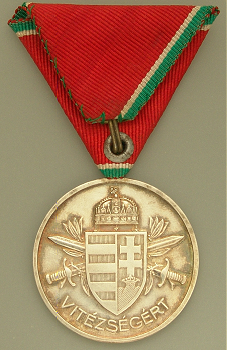
Золотая медаль для офицеров, реверс

## Известные награждённые
- Первым награждённым Золотой медалью стал унтер-офицер Иштван Сарка, погибший 6 января 1939 года в бою с чехами.
- генерал Золтан Алдя-Пап[венг.]
- граф Дьюла Чеснеки
- Дежё Сентдьёрди (25.03.1945)[6].
- Среди награждённых золотой медалью для офицеров были также 3 иностранца: 2 немецких лётчика-аса — Ганс-Ульрих Рудель (14.01.1945) и Гельмут Липферт и штандартенфюрер Рудольф Панньер[7][8][9].